# Richard Sénécal
Pour les articles homonymes, voir Sénécal.
Richard Sénécal, né le 1er avril 1967 à Port-au-Prince, est un réalisateur, scénariste, chef opérateur et producteur haïtien.

## Biographie
Richard Sénécal est réalisateur de dizaines de documentaires, vidéos, publicités. Il est né à Port-au-Prince le 1er avril 1967, Richard Sénécal  a grandi sous la dictature des Duvalier. Son enfance s’est déroulée en zone métropolitaine, d’abord à Pétion-ville puis, après la séparation de ses parents, dans le quartier de Saint Antoine à Port-au-Prince.
Richard Sénécal a fait toutes ses études classiques en Haïti. Après avoir bouclé ses études secondaires, il a étudié les télécommunications et la communication. La photographie et l’informatique ont été ses deux passe-temps.Il a fait de nombreuses émissions de télévision. Il est le directeur de la société de production Imagine Haïti. Il est le secrétaire de l'Association Haïtienne des Cinéastes (AHC).

## Filmographie

### Scénariste
- Pouki se mwen, coréalisé avec Réginald Lubin
- 2006 : Cousines (ht)
- 2007 : Vanille et chocolat

### Chef opérateur
- 2000 : La Peur D'Aimer (ht)
- 2001 : Bouki nan Paradi (ht)
- 2001 : Barikad (ht)
- 2003 : I love you Anne (ht)
- 2004 : La Face de L'ombre
- 2005 : La Victime (ht)
- 2006 : Cousines (ht)
- 2016 : El violinista (documentaire)

### Monteur
- 2000 : La Peur D'Aimer (ht)
- 2001 : Bouki nan Paradi (ht)
- 2001 : Barikad (ht)
- 2003 : I love you Anne (ht)
- 2004 : La Face de L'ombre
- 2005 : La Victime (ht)
- 2006 : Cousines (ht)
- 2013 : We love you Anne (ht)
- 2016 : El violinista (documentaire)

### Producteur
- 2001 : Barikad (ht)
- 2006 : Cousines (ht)
- 2016 : El violinista (documentaire)

### Réalisateur
- 2001 : Barikad (ht)
- 2003 : I love you Anne (ht)
- 2006 : Cousines (ht)
- 2007 : Vanille et chocolat
- 2013 : We love you Anne (ht)
- 2016 : El violinista (documentaire)[4]

### Autres fonctions
- Fabiola : caméra et lumière
- 2003 : I love you Anne (ht) : supervision musicale